# Earnscliffe
Earnscliffe est une communauté dans le comté de Queens de l'Île-du-Prince-Édouard. La communauté est au sud-est de Charlottetown.